# Справедливая цена
Справедливая цена (англ. Fair Price) — цена, отражающая весь будущий доход или всю будущую полезность, которую может принести некоторый актив. Определение справедливой цены необходимо для корректного отражения информации в бухгалтерском учете и в конечном счете для принятия правильных инвестиционных решений.
Отклонение цены от своего справедливого значения дезинформирует инвесторов, создает неверные инвестиционные стимулы и может приводить к возникновению пузырей на финансовых рынках и рынках недвижимости.

## Определение
Рассмотрим некоторый актив, цена которого может меняться со временем. Пусть {\displaystyle q_{t}} – цена актива в некоторый период времени {\displaystyle t}. Тогда доход от владения активом складывается из двух частей:
- текущего дохода {\displaystyle d_{t}} (дивидендов по акции, купонного дохода по облигации, арендной платы за жилье и т.д.);
- изменения цены актива в следующем периоде {\displaystyle q_{t+1}-q_{t}} (увеличения или уменьшения стоимости ценной бумаги, недвижимости и т.д.).

Если просуммировать весь будущий дисконтированный доход, то он образует справедливую цену актива. Ожидаемый рост цен таким образом оказывается напрямую связан с ростом ожидаемого дохода. Например, если, благодаря инновациям, прибыль компании выросла или после ремонта квартиры выросла арендная плата, то справедливая цена актива станет выше. Чрезмерно быстрый рост цен приводит к отрыву текущей от цены от справедливого значения и к образованию пузыря, когда дисконтированный доход перестает играть существенную роль в оценке актива.

### Математическая модель
Предположим, что инвестор может вложить деньги не только в данный актив, но и в банк под процентную ставку {\displaystyle r}. Тогда в соответствии с условием отсутствия арбитража доходы от обоих вариантов вложений должны выровняться и стать одинаковыми. Математически это можно записать следующим образом: {\displaystyle (1+r)q_{t}=d_{t}+q_{t+1}}. Это выражение можно переписать:
{\displaystyle q_{t}={\frac {d_{t}}{(1+r)}}+{\frac {q_{t+1}}{(1+r)}}}
Получается, то текущая цена актива зависит от будущего дисконтированного дохода (первое слагаемое) и будущей дисконтированной цены на актив (второе слагаемое). Если в эту формулу подставить аналогичное выражение для {\displaystyle q_{t+1}}, то получится:
{\displaystyle q_{t}={\frac {d_{t}}{(1+r)}}+{\frac {d_{t+1}}{(1+r)^{2}}}+{\frac {q_{t+2}}{(1+r)^{2}}}}
Продолжая процесс подстановки, получим:
{\displaystyle q_{t}=\sum _{s=1}^{\infty }{\frac {d_{t+s-1}}{(1+r)^{s}}}+\lim _{s\to \infty }{\frac {q_{t+s}}{(1+r)^{s}}}}
Здесь по-прежнему первое слагаемое представляет собой будущий дисконтированный доход, который лежит в основе справедливой цены актива. Второе слагаемое равно нулю, если цена растет  медленнее, чем дисконтирующий множитель (медленнее, чем Экспоненциальный рост). Тогда цена актива и справедливая цена - это одна и та же величина. Решение рекуррентного уравнения, в котором отсутствует пузырь, называется фундаментальным .

## Оценка справедливой цены

### Общие принципы
В рыночной экономике цена любого актива (товара, услуги, финансового инструмента) определяется в результате взаимодействия спроса и предложения. Каждый участник рынка действует самостоятельно, стараясь принимать оптимальные решения. В этом случае покупатель учитывает будущие выгоды от приобретения товара, а продавец старается получить компенсацию за потерю этих выгод. Поэтому в нормальной ситуации на рынках цены отражают справедливую стоимость. 
В плановой экономике цены часто устанавливаются директивно (в СССР за это отвечал Госкомцен) и могут не отражать информацию о ценности товара, услуги или иного актива.
Важными условиями корректного определения цены являются:
- наличие рынка, на котором регулярно осуществляются сделки с активом;
- информированность покупателя и продавца, то есть отсутствие у одной из сторон манипулировать ценой, опираясь на недостаток информации у другой стороны;
- отсутствие обстоятельств, вынуждающих совершить сделку (монопольное положение продавца или покупателя, афиллированость и т.п.);
- заинтересованность в сделке; например, сделка не должна быть притворной.

Наиболее близки к справедливым цены конкурентного рынка при отсутствии признаков манипулирования.
В ситуациях, когда рынок отсутствует, либо сделки на нем являются единичными и удовлетворяют приведенным выше признакам, приходится прибегать к другим методам оценки. Например, затратному и сравнению с аналогами. Примером использования первого подхода может служить оценка вклада государственных услуг в ВВП, которая производится на основе фактических затрат на ее предоставление. По затратам может оцениваться и стоимость какого-либо объекта, построенного предприятием хозяйственным способом (своими силами). Примером второго подхода может служить оценка вмененной арендной платы, которую "получают" люди, проживающей в собственной недвижимости.

### Бухгалтерский учет
В IFRS 13 справедливая стоимость определяется как цена, которая была бы получена при продаже актива или уплачена при передаче обязательства в рамках обычной сделки между участниками рынка на дату оценки (цена «выхода» с позиции участника, которому принадлежат активы или обязательства на дату оценки). 
Под ценой обычной сделкой понимается цена, которая формируется под воздействием рынка до даты оценки по справедливой стоимости, включая нормальную маркетинговую деятельность, и устанавливается между независимыми, хорошо проинформированными и желающими совершить данную сделку сторонами, осуществляется на основном рынке для актива или обязательства, или в его отсутствие на наиболее благоприятном рынке для актива или обязательства.
Основной рынок — рынок с наибольшим объёмом сделок и наиболее высоким уровнем деловой активности в отношении конкретных активов или обязательств, к которому компания имеет доступ на момент определения справедливой стоимости.
Наиболее благоприятный рынок — рынок, который позволяет получить максимальную сумму от продажи актива или минимизировать сумму, уплачиваемую при передаче обязательства, принимая во внимание затраты по сделке и транспортные расходы, но справедливая стоимость не корректируется на сумму затрат по сделке и транспортных расходов, так как они характеризуют сделку, а не конкретный актив или обязательство. Однако, если расположение актива — это фактор, принимаемый во внимание участниками рынка, его цена скорректируется на сумму расходов по доставке актива на рынок.
При оценке справедливой стоимости для нефинансовых активов (основных средств, инвестиционной собственности и т. п.) учитывается наилучшее и наиболее эффективное использование актива участниками рынка (продажа иди эксплуатация), которое может отличаться от способа использования актива в настоящий момент, но оно должно быть физически возможно (принимается во внимание месторасположение, размер); юридически допустимо (принимается во внимание залог имущества, местные законодательные требования); осуществимо с финансовой точки зрения (актив достаточно генерирует доход или денежные потоки для возврата инвестиций).
Выполняя оценку справедливой стоимости по максимуму используется уместные наблюдаемые исходные данные и по минимуму ненаблюдаемые данные.
МСФО 13 предусматривает трехуровневую иерархию источников оценки справедливой стоимости, которая определяет приоритетность исходных данных при проведении оценочных процедур:
- уровень 1 — рыночные котировки (нескорректированные) на активном рынке по идентичным активам или обязательствам (котировки на бирже)
- уровень 2 — исходные данные, отличные от котировок, включенных в уровень 1, которые наблюдаются для актива или обязательства (рыночные котировки для схожих активов и обязательств, для идентичных или схожих активов или обязательств, но не на активном рынках, процентные ставки, кривые доходности, наблюдаемые с определенной периодичностью)
- уровень 3 — ненаблюдаемые исходные данные для оценки актива или обязательства (допущения участников рынка, которые они могли бы использовать при определении соответствующей цены активов или обязательств)[3].

Активный рынок — рынок, на котором сделки с активом или обязательством совершаются с достаточной периодичностью, чтобы информация о ценах предоставлялась на постоянной основе.
Для уровня 2 делаются необходимые корректировки исходных данных в зависимости от индивидуальных характеристик оцениваемых активов и обязательств.